# Glyphanus
Glyphanus is een geslacht van rechtvleugeligen uit de familie Pamphagidae. De wetenschappelijke naam van dit geslacht is voor het eerst geldig gepubliceerd in 1853 door Fieber.

## Soorten
Het geslacht Glyphanus  is monotypisch en omvat slechts de volgende soort:
- Glyphanus obtusus (Fieber, 1853)